# قائمة قرارات مجلس الأمن التابع للأمم المتحدة لعام 1961
تتضمن قائمة قرارات مجلس الأمن التابع للأمم المتحدة لعام 1961 جميع القرارات الصادرة عن مجلس الأمن التابع للأمم المتحدة خلال العام 1961.

## القائمة
| رقم القرار | الرمز            | نص القرار                         | موضوع القرار                               |
| ---------- | ---------------- | --------------------------------- | ------------------------------------------ |
| 161        | S/RES/161 (1961) | نص الوثيقة على موقع الأمم المتحدة | مسألة الكونغو                              |
| 162        | S/RES/162 (1961) | نص الوثيقة على موقع الأمم المتحدة | مسألة فلسطين                               |
| 163        | S/RES/163 (1961) | نص الوثيقة على موقع الأمم المتحدة | المسألة المتعلقة بأنغولا                   |
| 164        | S/RES/164 (1961) | نص الوثيقة على موقع الأمم المتحدة | الشكوى المقدمة من تونس                     |
| 165        | S/RES/165 (1961) | نص الوثيقة على موقع الأمم المتحدة | قبول أعضاء جدد في الأمم المتحدة: سيراليون  |
| 166        | S/RES/166 (1961) | نص الوثيقة على موقع الأمم المتحدة | قبول أعضاء جدد في الأمم المتحدة: منغوليا   |
| 167        | S/RES/167 (1961) | نص الوثيقة على موقع الأمم المتحدة | قبول أعضاء جدد في الأمم المتحدة: موريتانيا |
| 168        | S/RES/168 (1961) | نص الوثيقة على موقع الأمم المتحدة | توصية حول تعيين أمين عام مؤقت              |
| 169        | S/RES/169 (1961) | نص الوثيقة على موقع الأمم المتحدة | مسألة الكونغو                              |
| 170        | S/RES/170 (1961) | نص الوثيقة على موقع الأمم المتحدة | قبول أعضاء جدد في الأمم المتحدة: تنجانيقا  |

## المرجع
1. ↑  "Security Council Resolutions" (بالإنجليزية). الأمم المتحدة. Archived from the original on 2018-10-15. Retrieved 22 شباط / فبراير 2017. {{استشهاد ويب}}: تحقق من التاريخ في: |تاريخ الوصول= (help)